# Альярова, Рахатой
Рахатой Альярова (узб. Rohatoy Olyorova; 1925 год, Папский район, Наманганская область, Узбекская ССР) — хлопковод, бригадир колхоза «Коммунизм» Папского района, Наманганская область, Узбекская ССР. Герой Социалистического Труда (1971).

## Биография
Родилась в 1925 году в крестьянской семье в одном из сельских населённых пунктов современного Папского района. После окончания местной начальной школы трудилась рядовой колхозницей, с 1941 года — бригадиром хлопководческой бригады в колхозе «Коммунизм» Папского района.
В 1970 году бригада под её руководством собрала в среднем с каждого гектара по 45,2 центнера хлопка-сырца с площади 60 гектаров. Указом Президиума Верховного Совета СССР от 8 апреля 1971 года удостоена звания Героя Социалистического Труда за «за выдающиеся успехи, достигнутые в развитии сельскохозяйственного производства и выполнении пятилетнего плана продажи государству продуктов земледелия и животноводства» с вручением ордена Ленина и золотой медали «Серп и Молот».
Дальнейшая судьба неизвестна.